# Start-up innovativa
Una start-up innovativa è una particolare forma di società di capitali prevista nell'ordinamento italiano. La definizione di start-up innovativa è contenuta nell’articolo 25 del decreto-legge 18 ottobre 2012, n. 179 (noto anche come Decreto crescita “bis”), convertito con modificazioni dalla L. 17 dicembre 2012, n. 221. Si tratta di un provvedimento volto a favorire l’occupazione giovanile e semplificare l’accesso agli strumenti finanziari per le imprese giovani che puntano all'innovazione. 
Le ragioni che hanno spinto il legislatore a regolamentare il fenomeno vanno individuate nella volontà di adottare politiche volte a «favorire la crescita sostenibile, lo sviluppo tecnologico, la nuova imprenditorialità e l'occupazione in particolare giovanile»  al pari di altri paesi europei ed extraeuropei. 

## Requisiti
Un’impresa può definirsi start-up innovativa se assume la veste giuridica di società di capitali (società per azioni, società a responsabilità limitata, società in accomandita per azioni), società cooperativa, società residente o non residente in Italia (purché in uno degli Stati membri dell'Unione Europea o in uno degli Stati aderenti all'Accordo sullo spazio economico europeo e abbia una sede produttiva o una filiale in Italia).
La semplice nozione di start-up innovativa non è però sufficiente per qualificare un'impresa come tale, occorrono anche altri requisiti che l'impresa start-up innovativa deve soddisfare, al fine di poter avere accesso alla disciplina di favore prevista dal decreto-legge 18 ottobre 2012, n.179. Si tratta di requisiti formali e sostanziali, detti anche cumulativi o alternativi. I primi vengono detti cumulativi perché devono essere soddisfatti tutti, mentre, i secondi sono definiti alternativi perché deve essere soddisfatto almeno uno dei tre requisiti indicati dalla normativa.

### Requisiti formali
L’articolo 25, comma 2, individua i requisiti obbligatori che l’impresa deve rispettare: 
1. le azioni o le quote del capitale sociale non devono essere quotate su un mercato regolamentato o su un sistema multilaterale di negoziazione;
2. svolge la sua attività da non più di 5 anni;
3. è fiscalmente residente in Italia o in uno degli Stati membri dell’Unione Europea oppure in uno degli Stati aderenti all’Accordo sullo spazio economico europeo, purché abbia una sede produttiva o una filiale in Italia;
4. il valore della produzione a partire dal secondo esercizio e per tutta la durata del regime di favore non deve superare i 5 milioni di euro;
5. gli utili non devono essere distribuiti perché devono essere reinvestiti in azienda e devono altresì fungere da garanzia (in caso di perdite future) nei confronti dei creditori e dei terzi[3];
6. l’oggetto sociale, sia esso esclusivo o prevalente, deve riguardare lo sviluppo, la produzione e la commercializzazione di prodotti o servizi innovativi ad alto valore tecnologico, dove per alto valore tecnologico non si intende solo il mondo digitale ma qualsiasi settore economico (compreso il processo produttivo) che si caratterizza per un certo livello di innovazione[4];
7. l’impresa non può essere figlia di operazioni di riorganizzazione aziendale perché obiettivo del decreto era quello di favorire la nascita di nuove attività imprenditoriali[5].

### Requisiti sostanziali
Il possesso dei requisiti formali non è di per sé sufficiente per qualificare un’impresa come start-up innovativa poiché è necessario il possesso di almeno uno dei seguenti requisiti sostanziali, ossia: 
1. le spese in ricerca e sviluppo devono essere uguali o superiori al 15% del maggior valore fra costo della produzione e valore della produzione;
2. impiego come dipendenti o collaboratori a qualsiasi titolo, in misura uguale o superiore ad un terzo della forza lavoro complessiva, di personale in possesso di un titolo di dottorato di ricerca o che sta svolgendo un dottorato di ricerca, oppure in possesso di laurea e che abbia svolto da almeno tre anni, attività di ricerca certificata, ovvero, in percentuale uguale o superiore ai due terzi della forza lavoro complessiva, di personale in possesso di laurea magistrale;
3. sia titolare o depositaria di una privativa industriale.

Per beneficiare della normativa di favore è necessario, inoltre, iscriversi in una sezione speciale del Registro delle imprese che ogni Camera di commercio, industria, artigianato e agricoltura deve appositamente istituire ai sensi dell’articolo 25, comma 8 del d.l. 179/2012.

## Deroghe ed agevolazioni al diritto comune
L’insieme delle misure contenute nella Sezione IX del decreto-legge 18 ottobre 2012, n. 179 contiene una serie di deroghe che interessano diversi ambiti del diritto. Tali deroghe trovano la propria giustificazione nel fatto che il primo anno di vita di una start-up è caratterizzato da ingenti investimenti e scarsissimi ritorni economici, talvolta addirittura nulli, in grado di erodere il capitale sociale.	
Le principali agevolazioni sono contenute negli articoli 26-30.	
L’articolo 26 si occupa delle deroghe al diritto societario, in particolare, il comma 1 prevede che in caso di perdita di oltre 1/3 del capitale sociale, questa deve risultare diminuita a meno di 1/3 entro il secondo esercizio successivo. Se entro l'esercizio successivo la perdita non risulta diminuita a meno di 1/3, l'assemblea ordinaria (o il consiglio di sorveglianza) che approva il bilancio di tale esercizio deve ridurre il capitale in proporzione delle perdite accettate. Nel caso in cui, invece, la perdita riduce il capitale al di sotto del minimo, l'assemblea convocata senza indugio dagli amministratori, può ridurre subito il capitale e nello stesso tempo aumentarlo ad una cifra non inferiore al minimo oppure posticipare la decisione fino alla chiusura dell'esercizio senza che operi la causa di scioglimento della società prevista dalla disciplina ordinaria in caso di riduzione o perdita del capitale sociale. Nel caso in cui il capitale non è reintegrato al di sopra del minimo stabilito entro l'esercizio successivo, l'assemblea dovrà ridurre e contemporaneamente aumentare il capitale ad una cifra non inferiore al minimo ovvero trasformare la società, o, ancora, porla in scioglimento.
Nell'ambito del diritto fallimentare, invece, alle start-up innovative può essere applicata la disciplina relativa ai procedimenti di composizione della crisi da sovraindebitamento e di liquidazione del patrimonio, ma non le procedure di fallimento, concordato preventivo e liquidazione coatta amministrativa.
Anche la disciplina del lavoro è riformulata allo scopo di favorire una maggiore flessibilità e un abbassamento del costo del lavoro, in particolare l’articolo 28 si preoccupa di autorizzare le start-up innovative a stipulare contratti a termine senza l’obbligo di dover rispettare la durata minima tra un contratto e l’altro. Il comma 7 dell’art. 28 si preoccupa di sottolineare che la retribuzione dei lavoratori è costituita da una parte fissa e da una parte variabile, dove la parte fissa non può essere inferiore al minimo stabilito dalla legge mentre la seconda dipende dal grado di efficienza dei lavoratori, dalla redditività dell’azienda e più in generale da parametri di rendimento concordati tra le parti.
Tra le agevolazioni di carattere fiscale previste dalla Sezione IX del decreto-legge n. 179/2012 rilevano: 
1. esonero dall'imposta di bollo e dai diritti camerali. Il legislatore ha disposto l’esonero dal pagamento dell’imposta di bollo e dei diritti di segreteria per l’iscrizione al Registro delle imprese nonché l’esenzione dal pagamento del diritto annuale dovuto in favore delle camere di commercio. L’esclusione dall'imposta di bollo e dai diritti di segreteria opera anche con riferimento al deposito di qualsiasi atto presso la CCIAA[9].
2. inapplicabilità della disciplina prevista per le società di comodo e le società in perdita sistematica[10]. D’altra parte non è difficile per le start-up innovative ritrovarsi in una situazione di perdita visto che, soprattutto nella fase iniziale, possono verificarsi delle situazioni (ad esempio sostenere ingenti costi di ricerca) tali per cui è difficile ottenere un risultato positivo[11].
3. un regime fiscale e contributivo di favore che consiste nell'assegnazione di strumenti finanziari a amministratori, dipendenti e collaboratori continuativi che intrattengono rapporti, a diverso titolo, con la start-up innovativa. L’agevolazione si sostanzia nell'esclusione degli strumenti finanziari percepiti a titolo di reddito di lavoro dalla formazione del reddito imponibile, sia ai fini fiscali che contributivi, e ha il solo scopo di favorire l’incentivazione e la fidelizzazione dei soggetti che intrattengono rapporti con la start-up[12].
4. il work for equity[13]. Si tratta di una forma alternativa di remunerazione che consiste nell'assegnazione di azioni, quote e strumenti finanziari in luogo del pagamento della prestazione consentendo al fornitore di diventare socio oppure titolare di strumenti finanziari partecipativi della società. Naturalmente, gli strumenti finanziari assegnati sono esenti dal pagamento delle imposte e non concorrono alla formazione del reddito complessivo del soggetto che effettua l’apporto né al momento della loro emissione né al momento dell’ultimazione dell’opera o del servizio.
5. modalità semplificate per la fruizione del credito di imposta per l’assunzione di personale altamente qualificato. Il credito di imposta è concesso nella misura del 35% del costo sostenuto per le assunzioni ed è concesso a tutte le aziende che assumono personale in possesso di uno dei due requisiti: a) dottorato di ricerca universitario; b) laurea magistrale in discipline tecnico-scientifiche[14].
6. meccanismo di detrazione/detassazione per gli investimenti effettuati nel capitale sociale delle start-up innovative[15] che consiste in un bonus concesso sotto forma di detrazione IRPEF o sotto forma di deduzione IRES. L’agevolazione non opera ai fini IRAP e deve essere autorizzata da parte della Commissione europea ai sensi dell’articolo 108, paragrafo 3 del Trattato sul funzionamento dell’Unione europea. Gli incentivi fiscali sono estesi fino al 2016 e la soglia massima di investimenti ammissibili è pari a 15 milioni di euro “spalmabili” su un orizzonte temporale di 5 anni[16].

## Start-up innovative a vocazione sociale
Il decreto-legge 179/2012 all'articolo 25, comma 4, inserisce una particolare categoria di start-up innovativa: la start-up innovativa a vocazione sociale. Si tratta di una società che oltre a rispettare i requisiti di cui all'art. 25, comma 2, opera anche in quei settori che sono considerati di particolare utilità sociale. Tali settori sono elencati in maniera tassativa all'articolo 2, comma 1 del decreto-legislativo 24 marzo 2006, n. 155 e sono:
1. assistenza sociale;
2. assistenza sanitaria;
3. assistenza socio-sanitaria;
4. educazione, istruzione e formazione;
5. tutela dell’ambiente e dell’ecosistema;
6. valorizzazione del patrimonio culturale;
7. turismo sociale;
8. formazione universitaria e post-universitaria;
9. formazione extra-scolastica;
10. servizi strumentali alle imprese sociali.

Ai soggetti che investono in questa particolare categoria di start-up innovativa, l'articolo 29, comma 7 del decreto-legge 179/2012 riconosce una serie di benefici fiscali più vantaggiosi rispetto a quelli previsti per le persone fisiche e/o giuridiche che investono nelle sole start-up innovative.
Recenti interventi normativi hanno riguardato la start-up innovativa a vocazione sociale. Si tratta della cosiddetta Riforma del terzo settore che ha previsto considerevoli semplificazioni per le imprese sociali tra cui: 
1. norme più semplici per quanto riguarda lo statuto civile delle persone giuridiche (Titolo II del Codice Civile);
2. previsione di un Codice del Terzo Settore che si rivolge alla generalità degli enti, individua le attività di interesse generale svolte dalle organizzazioni del terzo settore e in che modo tali attività si differenziano fra le diverse tipologie di ente, definisce le diverse modalità di organizzazione, amministrazione e controllo, preveda il divieto di redistribuzione degli utili, determini le modalità di rendicontazione, verifica, controllo, informazione ispirate alla trasparenza e le modalità di tutela dei lavoratori e della loro partecipazione ai processi decisionali[19].